# 王垕
王 垕（おう こう）は、中国の通俗歴史小説『三国志演義』に登場する架空の人物。モデルになる人物は『曹瞞伝』に記録されているが、姓名不詳である。吉川英治の小説『三国志』などでは、「王垢」と記述される。

## 『曹瞞伝』の記述
ある時、曹操が賊を討伐する途中で兵糧が不足した。そこで曹操は担当官（姓名不詳）に対策を尋ねると、「枡を小さくして（規定に）足らせましょう」と答え、曹操はそれを採用した。のちに軍中で、曹操が兵士達を騙していると噂が立った。そこで曹操は担当官に「君に死んでもらい衆をなだめたい。さもなくば解決しないのだ」といって斬首した。担当官は梟首とされ、「小さな枡を使って糧食を盗んだので、軍門に斬った」と示した。

## 物語中の活躍
曹操に仕える管糧官任峻の部下の倉官として、王垕という姓名を付けられて『演義』第17回に登場。兵糧が不足した戦闘を、寿春の袁術討伐の際に特定している。王垕は曹操に兵糧不足を報告し、曹操から小さな枡を使用するよう命じられ、「兵士に恨まれたらどうしますか？」と疑問を呈した。曹操は「（その時は）わしに策がある」と答え、王垕は従った。しかし、曹操軍の兵士の間で不満が高まったため、曹操は王垕を呼び出すと、「お前の首を借りて皆を鎮めたい」、王垕「私は無罪です！」。曹操は「お前を殺さなければ、軍に変事が起きる。お前の妻子の面倒は見る」と言い捨て、直ちに斬首した。王垕は梟首とされ、「王垕は小さな枡を使って糧食を盗んだので、軍法に処した」と示したため、曹操軍の兵士は不満を収めている。

## 両者の相違
『曹瞞伝』は敵国である呉側の文献であり、もともと曹操を非難する意図で書かれている。
『三国志演義』では、姓名不詳の担当官に姓名を与え、どの戦闘の時の出来事かを特定することで、臨場感を高めている。
また、『曹瞞伝』では小枡を使おうと進言したのは担当官の方なのに対し、『三国志演義』では曹操がみずから考案したことになっている。そのため、王垕に罪をなすりつけて殺す曹操の非道さと汚さが、『曹瞞伝』より一層強調されている。